# Brian Morris
Brian Robert Morris, baron Morris de Castle Morris, (4 décembre 1930 - 30 avril 2001), est un poète, critique et professeur de littérature britannique. Il est le whip en chef adjoint du Parti travailliste et le porte-parole de l'éducation à la Chambre des lords.

## Biographie
Né et éduqué à Cardiff, Morris continue, après son service national dans le Welsh Regiment, à étudier l'anglais au Worcester College d'Oxford. Il reste à Oxford en tant que tuteur en vieil anglais et moyen anglais tout en faisant son doctorat sur John Cleveland, le poète cavalier. En 1955, il épouse Sandra James et ils ont deux enfants.
En 1971 il est professeur de littérature anglaise à l'Université de Sheffield, succédant à William Empson. De 1964 à 1986, il est rédacteur en chef des dramaturges de New Mermaid et de 1974 à 1982 de New Arden Shakespeare. Il édite également les poèmes de Cleveland et les pièces de théâtre de John Ford, tout en utilisant ses compétences administratives acquises au sein du conseil d'administration de la National Portrait Gallery. Ces compétences sont pleinement mises à l'épreuve lorsqu'en 1980, il est nommé directeur de ce qui est alors le St David's University College, la partie la plus petite et la plus menacée de l'Université du pays de Galles.
En plus de la critique littéraire telle que son étude de Harri Webb (1993) pour l'University of Wales Press dans la série "Writers of Wales" ses publications comprennent plusieurs recueils de poésie, dont Tide-Race (1976), Dear Tokens (1987) et Les eaux du réconfort (1998). Ses poèmes rassemblés sont publiés l'année de sa mort par Rare Books & Berry.
En 1990, Morris devient pair à vie avec le titre de baron Morris de Castle Morris, de St Dogmaels dans le comté de Dyfed, élargissant son nom - pour le distinguer d'un ancien baron Morris - en ajoutant " of Castle Morris ", un petit hameau en grande partie insignifiant entre Fishguard et Saint David's et en fait orthographié Castlemorris.
Rédacteur de discours brillant et respecté, ses discours à la chambre sont parsemés de citations de Shakespeare, Goldsmith, Juvenal et Alexander Pope. Lorsque Morris rappelle aux Tories le dicton « Quand Dieu veut détruire, il envoie d'abord un fou », il utilise le latin original.
Morris n'a jamais oublié ses racines galloises et est un sympathisant nationaliste. Bien qu'il n'ait jamais parlé couramment la langue galloise, il se bat pour son statut juridique dans la nation.
Plus tard dans sa carrière politique, Morris est marginalisé au sein du Parti travailliste pour être trop « vieux travailliste » par les partisans du nouveau chef du parti Tony Blair. Avant la victoire des travaillistes en 1997, un collègue travailliste, Bernard Donoughue, déclare dans son journal que Morris fait partie des universitaires qui « n'ont jamais opéré sur la scène nationale et sont désespérément désireux d'y arriver ».
Morris est décédé à l'âge de 70 ans d'une leucémie en 2001.